# Franciszek Chłapowski
Franciszek Chłapowski (ur. 17 września 1846 w Czerwonej Wsi koło Krzywinia, zm. 10 kwietnia 1923 w Żegocinie koło Pleszewa) – polski lekarz, profesor Uniwersytetu Poznańskiego. Inicjator pierwszej polskiej księgarni oraz pierwszego polskiego przedszkola na Górnym Śląsku.

## Życiorys

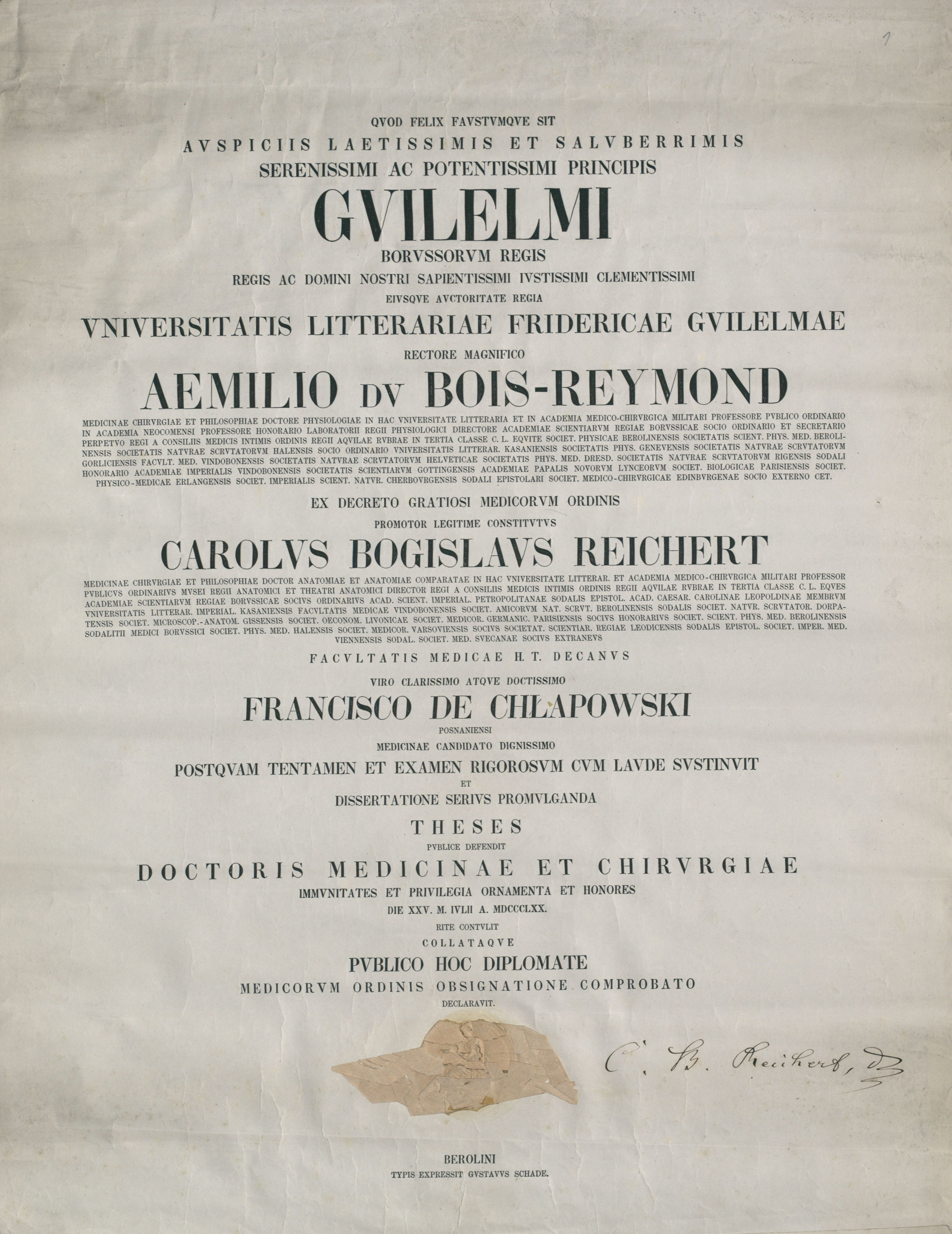
Dyplom uniwersytetu w Berlinie dla Franciszka Chłapowskiego, ze zbiorów Archiwum Państwowego w Poznaniu

Syn Stanisława Chłapowskiego (1796-1863) oraz Henryki z Morawskich (1815-1863). Ukończył kolegium jezuickie w Metzu i poznańskie Gimnazjum św. Marii Magdaleny. Studiował od 1868 roku w Berlinie oraz jeden semestr w Heidelbergu. W 1870 w Berlinie uzyskał w przyśpieszonym trybie stopień doktora chirurgii i medycyny. Działał w Towarzystwie Naukowym Akademików Polaków w Berlinie, był w nim współorganizatorem i pierwszym przewodniczącym sekcji medycznej i nauk przyrodniczych.
W 1872 wyjechał na Górny Śląsk, prowadził praktykę medyczną w Królewskiej Hucie (obecnie Chorzów), gdzie współdziałał z Karolem Miarką i Janem Ligoniem w tworzeniu polskich organizacji, m.in. Kółka Towarzyskiego, zwanego też Kółkiem Katolickim, Kasyna Polskiego. W 1875 założył w Bytomiu Czytelnię Polską. W 1877 został posłem do sejmu pruskiego.
Inicjator pierwszej polskiej księgarni na Górnym Śląsku, założonej w Królewskiej Hucie (obecnie Chorzów) przy obecnej ul. Wolności 62, przez honorowego członka jego Kółka Katolickiego, Idziego Komendzińskiego. Założył także pierwsze na Górnym Śląsku polskie przedszkole, które mieściło się w kamienicy sąsiadującej z jego mieszkaniem. W 1879 roku zajął się dystrybucją tysiąca egzemplarzy elementarza, wydanego dla Górnego Śląska przez Poznańskie Towarzystwo Oświaty Ludowej.
W 1884 roku osiadł w Poznaniu. Kierował dwoma wydziałami Poznańskiego Towarzystwa Przyjaciół Nauk (lekarskim i przyrodniczym) oraz współorganizował Muzeum Przyrodnicze tego towarzystwa. W 1913 walne zgromadzenie członków PTPN nadało muzeum jego imię. Prowadził także pensjonat dla Polaków w Kissingen.
W latach 90. XIX wieku był jednym z założycieli Nowin Lekarskich, w których w latach 1898–1899 pełnił funkcję redaktora naczelnego. Współzałożyciel i redaktor „Nowin Lekarskich”. Działacz Towarzystwa św. Wincentego a Paulo, a od 1917 członek honorowy Towarzystwa Naukowego Warszawskiego.
W latach 1919–1923 wykładał na Uniwersytecie Poznańskim geologię i paleontologię. Profesor honorowy patologii i terapii szczegółowej chorób wewnętrznych. Opublikował kilkadziesiąt prac naukowych z medycyny, historii medycyny, paleontologii, historii nauk przyrodniczych oraz historii filozofii.
Członek honorowy Towarzystwa Lekarskiego w Warszawie, Krakowie, Wilnie i Łodzi oraz Towarzystwa Przyrodników Polskich w Petersburgu, a także Polskiego Towarzystwa Przyrodników im. Mikołaja Kopernika. Członek honorowy Akademii Nauk Lekarskich w Warszawie.
Zmarł w Żegocinie koło Pleszewa, ale spoczywa w Poznaniu. Pozostawił po sobie bogate archiwum i zbiory przyrodnicze, które zapoczątkowały Muzeum im. Franciszka Chłapowskiego, utworzone przez Poznańskie Towarzystwo Przyjaciół Nauk. Wkrótce też powołano w Poznaniu Towarzystwo Miłośników Przyrody im. Franciszka Chłapowskiego.

## Literatura dodatkowa
- Adam Wrzosek: Chłapowski Franciszek. W: Polski Słownik Biograficzny. T. 3: Brożek Jan – Chwalczewski Franciszek. Kraków: Polska Akademia Umiejętności – Skład Główny w Księgarniach Gebethnera i Wolffa, 1937, s. 302–303. Reprint: Zakład Narodowy im. Ossolińskich, Kraków 1989, ISBN 83-04-03291-0.
- Mieczysław Pater, biogram w: Chorzowski Słownik Biograficzny, wyd. Muzeum w Chorzowie, Chorzów 2007 (s.47-49)